# Mingus at Carnegie Hall
Mingus at Carnegie Hall è un album di Charles Mingus registrato dal vivo il 19 gennaio del 1974.

## Tracce
1. C Jam Blues – 05:47 (Duke Ellington)
2. Perdido – 10:24 (Juan Tizol, Hans Lengsfelder, Ervin Drake)

## Formazione
- Charles Mingus - contrabbasso
- Jon Faddis – tromba
- Geoege Adams – sassofono tenore
- Hamiet Bluiett – sassofono baritono
- John Handy – sassofono alto e tenore
- Rahsaan Roland Kirk – sassofono tenore e strich
- Charlie McPherson – sassofono alto
- Don Pullen – pianoforte
- Dannie Richmond – batteria

Tecnici
- Aaron J. Baron – ingegnere di registrazione album originale
- Jean Dupuy – design album originale
- Gosta Peterson – foto album originale
- Sy Johnson – Notte di copertina album originale
- Dan Hersch – Masterizzazione edizione CD
- Coco Shinomiya – Art directory edizione CD
- Bryan Rackleff - design edizione CD
- Andrew Homzy – note di copertina edizione CD